# Doclin

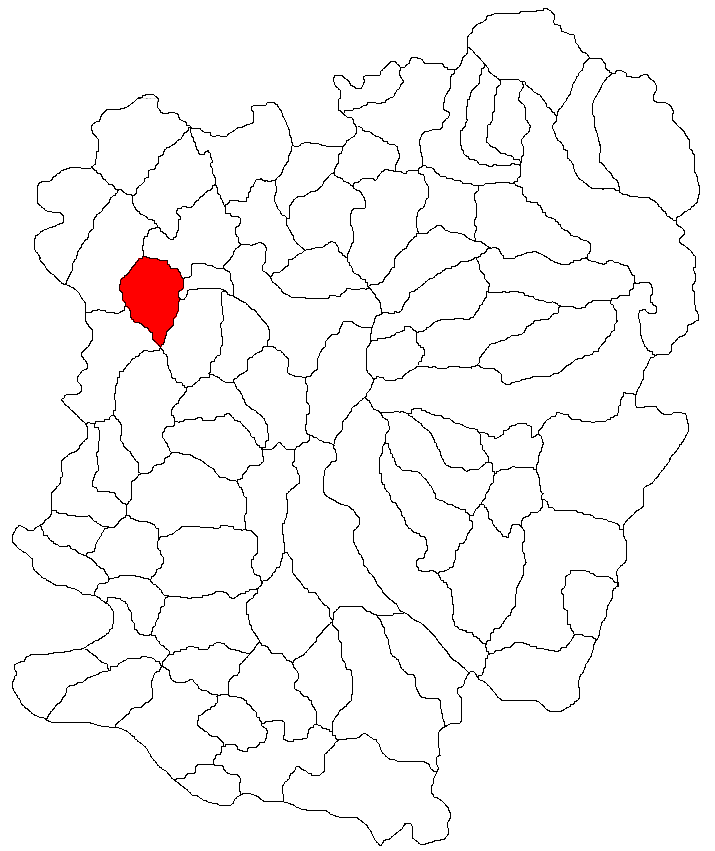
Lage der Gemeinde Doclin im Kreis Caraș-Severin

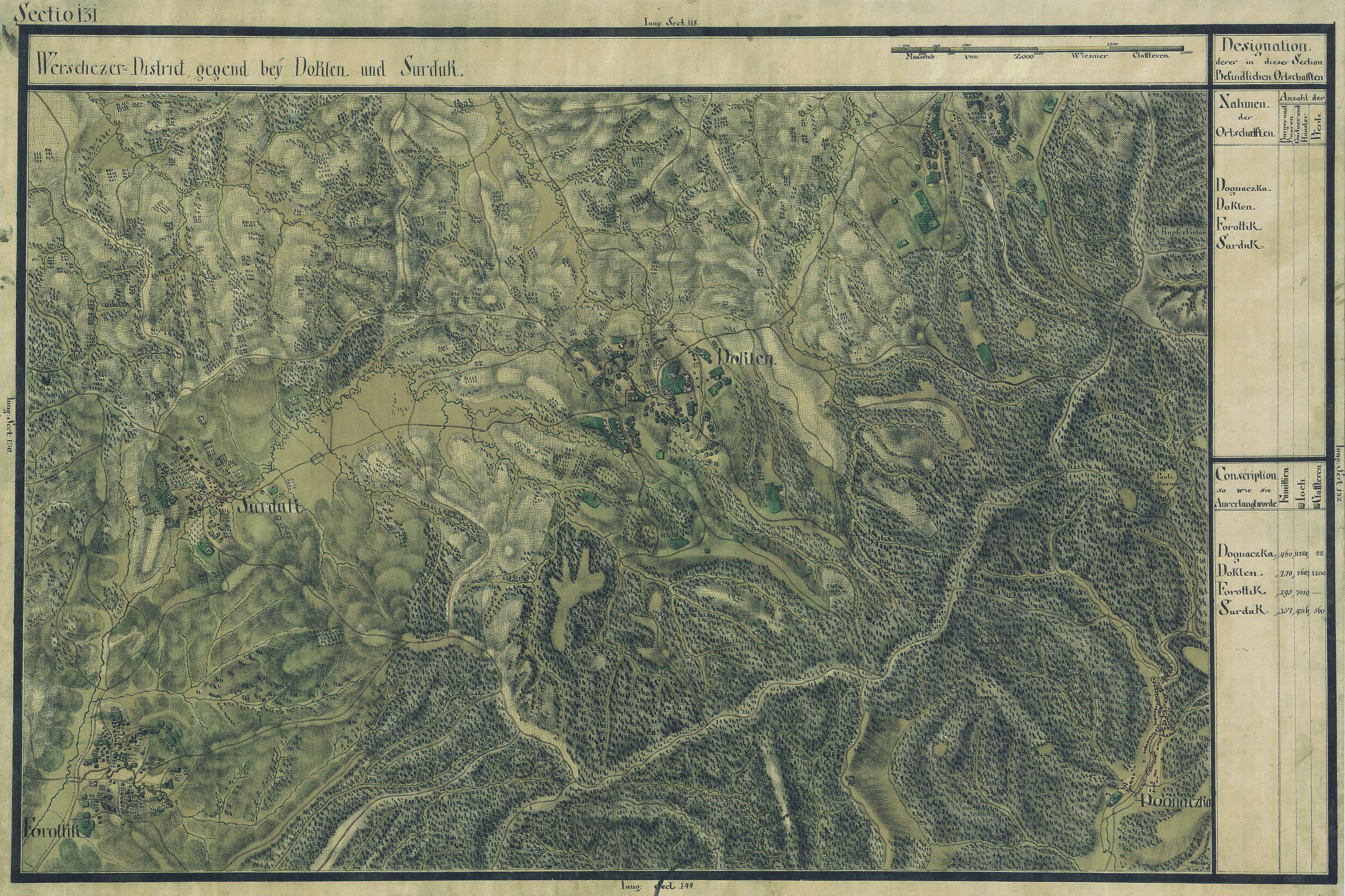
Doclin auf den Josephinischen Landesaufnahme

Doclin (deutsch Doklen, ungarisch Doklény) ist eine Gemeinde im Kreis Caraș-Severin in der Region Banat in Rumänien. Zur Gemeinde Doclin gehören auch die Dörfer Biniș und Königsgnad (Tirol).

## Geografische Lage
Doclin liegt im Westen des Kreises Caraș-Severin. Hier kreuzen sich die Kreisstraßen DJ585 Bocșa–Dolcin und DJ572 Berzovia–Comorâște.

## Nachbarorte
| Königsgnad   | Berzovia                                    | Biniș    |
| Feredin      | Kompassrose, die auf Nachbargemeinden zeigt | Dognecea |
| Surducu Mare | Cârnecea                                    | Calina   |

## Geschichte
Die Ortschaft wurde 1597 erstmals urkundlich erwähnt. Ende des 17. Jahrhunderts erscheint Doklen in den Aufzeichnungen des Gelehrten Luigi Ferdinando Marsigli.
Auf der Josephinischen Landaufnahme von 1717 ist der Ort Doklen eingetragen. Nach dem Frieden von Passarowitz (1718) war die Ortschaft Teil der Habsburger Krondomäne Temescher Banat. Auf der Mercy-Karte von 1723 ist Doklen von Rumänen bewohnt. 1746 wurden mehrere Familien aus Doklen von den habsburgischen Autoritäten nach Seleuš, heute im serbischen Banat gelegen, umgesiedelt. 1855 kam Doklen in den Besitz der StEG.
Mit dem Österreichisch-Ungarischen Ausgleich (1867) wurde das Banat dem Königreich Ungarn innerhalb der Doppelmonarchie Österreich-Ungarn angegliedert. Die amtliche Ortsbezeichnung war Doklény.
Der Vertrag von Trianon vom 4. Juni 1920 hatte die Dreiteilung des Banats zur Folge, wodurch Doclin an das Königreich Rumänien fiel.

## Bevölkerungsentwicklung
| 1880 | 4324 | 2793 | 36 | 1128 | 367           |
| 1910 | 4529 | 2990 | 57 | 985  | 497           |
| 1930 | 3814 | 2434 | 26 | 932  | 422           |
| 1977 | 2876 | 2114 | 36 | 451  | 275           |
| 2002 | 2047 | 1755 | 21 | 120  | 151           |
| 2011 | 1741 | 1453 | 30 | 80   | 178           |
| 2021 | 1522 | 1306 | 2  | 26   | 188 (63 Roma) |